# 达灵顿 (南卡罗来纳州)
达灵顿（英語：Darlington），是美国南卡罗来纳州下属的一座城市。其面积大约为4.55平方英里（11.78平方公里）。根据2010年美国人口普查，该市有人口6,289人，人口密度约为每平方 英里1,383.11人（约合每平方公里534.04人）。